# Connor Barron
Connor Barron (Kintore, 29 agosto 2002) è un calciatore scozzese, centrocampista dei Rangers.

## Carriera

### Club
Cresciuto nel settore giovanile dell'Aberdeen, ha trascorso la prima parte della carriera giocando in prestito con Brechin City e Kelty Hearts nella quarta divisione scozzese. Rientrato alla base verso la fine del 2021, il 4 gennaio 2022 ha firmato il suo primo contratto da professionista con i Dons, valido fino al 2024. Ha esordito in prima squadra il 22 gennaio, in occasione dell'incontro della Scottish Cup vinto per 3-0 contro l'Edinburgh. Il 15 febbraio ha anche esordito in Scottish Premiership, disputando l'incontro pareggiato per 1-1 contro il St. Johnstone.

### Nazionale
Ha giocato nelle nazionali giovanili scozzesi Under-16, Under-17 ed Under-21.
Nel settembre 2024 convocato per la prima volta in nazionale maggiore, senza tuttavia esordire. Debutta con la massima selezione scozzese il 9 giugno 2025 nell'amichevole vinta per 0-4 in casa del Liechtenstein.

## Statistiche

### Presenze e reti nei club
Statistiche aggiornate al 16 agosto 2025.
| Stagione        | Squadra         | Campionato      | Campionato | Campionato | Coppe nazionali | Coppe nazionali | Coppe nazionali | Coppe continentali | Coppe continentali | Coppe continentali | Altre coppe | Altre coppe | Altre coppe | Totale | Totale |
| Stagione        | Squadra         | Comp            | Pres       | Reti       | Comp            | Pres            | Reti            | Comp               | Pres               | Reti               | Comp        | Pres        | Reti        | Pres   | Reti   |
| --------------- | --------------- | --------------- | ---------- | ---------- | --------------- | --------------- | --------------- | ------------------ | ------------------ | ------------------ | ----------- | ----------- | ----------- | ------ | ------ |
| 2020-2021       | Brechin City    | SL2             | 13         | 1          | CS+CdL          | 0+1             | 0               |                    | -                  | -                  |             | -           | -           | 14     | 1      |
| ago.-dic. 2021  | Kelty Hearts    | SL2             | 13         | 1          | CS+CdL          | 0 + -           | 0               |                    | -                  | -                  |             | -           | -           | 13     | 1      |
| gen.-giu. 2022  | Aberdeen        | SP              | 13         | 0          | CS              | 2               | 0               | -                  | -                  | -                  |             | -           | -           | 15     | 0      |
| 2022-2023       | Aberdeen        | SP              | 17         | 1          | CS+CdL          | 0+2             | 0               |                    | -                  | -                  |             | -           | -           | 19     | 1      |
| 2023-2024       | Aberdeen        | SP              | 29         | 1          | CS+CdL          | 4+3             | 0               | UEL+UECL           | 0+6                | -                  |             | -           | -           | 42     | 1      |
| Totale Aberdeen | Totale Aberdeen | Totale Aberdeen | 59         | 2          |                 | 11              | 0               |                    | 6                  | 0                  |             | -           | -           | 76     | 2      |
| 2024-2025       | Rangers         | SP              | 28         | 0          | CS+CdL          | 1+4             | 0               | UCL+UEL            | 2+11               | 0                  | -           | -           | -           | 46     | 0      |
| 2025-2026       | Rangers         | SP              | 1          | 0          | CS+CdL          | 0+1             | 0               | UCL                | 1                  | 0                  | -           | -           | -           | 3      | 0      |
| Totale Rangers  | Totale Rangers  | Totale Rangers  | 29         | 2          |                 | 6               | 0               |                    | 14                 | 0                  |             | -           | -           | 49     | 2      |
| Totale carriera | Totale carriera | Totale carriera | 114        | 4          |                 | 18              | 0               |                    | 20                 | 0                  |             | -           | -           | 152    | 4      |

### Cronologia presenze e reti in nazionale
| Cronologia completa delle presenze e delle reti in nazionale ― Scozia | Cronologia completa delle presenze e delle reti in nazionale ― Scozia | Cronologia completa delle presenze e delle reti in nazionale ― Scozia | Cronologia completa delle presenze e delle reti in nazionale ― Scozia | Cronologia completa delle presenze e delle reti in nazionale ― Scozia | Cronologia completa delle presenze e delle reti in nazionale ― Scozia | Cronologia completa delle presenze e delle reti in nazionale ― Scozia | Cronologia completa delle presenze e delle reti in nazionale ― Scozia |
| Data                                                                  | Città                                                                 | In casa                                                               | Risultato                                                             | Ospiti                                                                | Competizione                                                          | Reti                                                                  | Note                                                                  |
| --------------------------------------------------------------------- | --------------------------------------------------------------------- | --------------------------------------------------------------------- | --------------------------------------------------------------------- | --------------------------------------------------------------------- | --------------------------------------------------------------------- | --------------------------------------------------------------------- | --------------------------------------------------------------------- |
| 9-6-2025                                                              | Vaduz                                                                 | Liechtenstein                                                         | 0 – 4                                                                 | Scozia                                                                | Amichevole                                                            | -                                                                     | 78’                                                                   |
| Totale                                                                |                                                                       | Presenze                                                              | 1                                                                     |                                                                       | Reti                                                                  | 0                                                                     |                                                                       |